# Bad Lausick
Bad Lausick – miasto uzdrowiskowe w Niemczech, w kraju związkowym Saksonia, w okręgu administracyjnym Lipsk, w powiecie Lipsk (do 31 lipca 2008 w powiecie Muldental), siedziba wspólnoty administracyjnej Bad Lausick. W 2009 roku miasto liczyło 8553 mieszkańców.

## Geografia
Bad Lausick leży na krańcu parku krajobrazowego Colditzer Forst na południe od miasta Grimma (ok. 13 km), na wschód od miasta Borna (ok. 13 km) i na zachód od Colditz (ok. 12 km).
Przez miasto przebiegają droga krajowa B176 i linia kolejowa Chemnitz–Lipsk.

## Historia

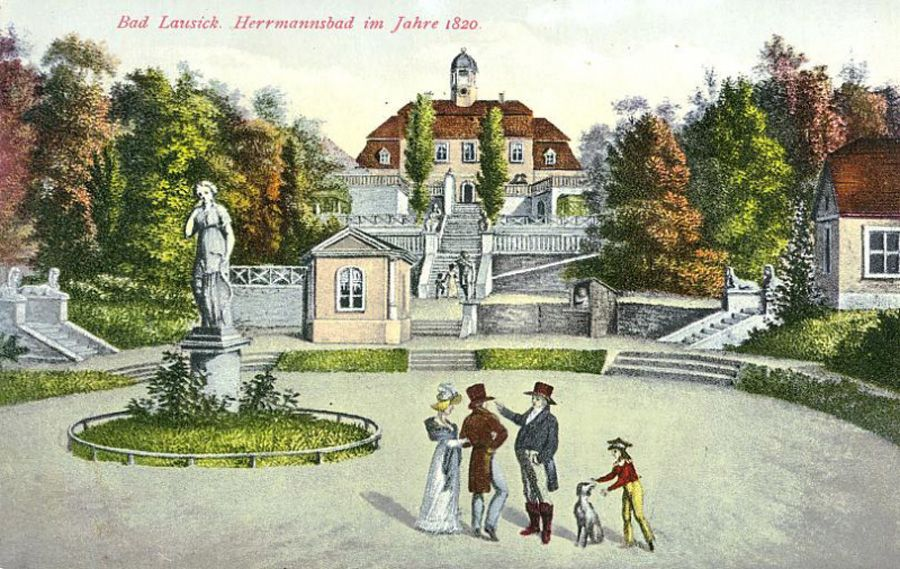
Bad Lausick w XIX wieku

Miejscowość po raz pierwszy wzmiankowana w 1096 jako Luzke. Od XV wieku w granicach Elektoratu Saksonii. W 1605 osada otrzymała prawa miejskie. W latach 1697–1706 i 1709-1763 miasto leżało w granicach unijnego państwa polsko-saskiego. Pamiątką z tego okresu są trzy pocztowe słupy dystansowe z 1722 z inicjałami króla Polski Augusta II Mocnego (AR – Augustus Rex – Król August). Od 1806 pod panowaniem Królestwa Saksonii, połączonego w latach 1807-1815 unią z Księstwem Warszawskim. Od 1871 w granicach Niemiec. W latach 1949–1990 część NRD. Od 1990 przynależy do odtworzonego Wolnego Kraju Saksonia Republiki Federalnej Niemiec.

## Dzielnice
- Bad Lausick
- Ballendorf
- Beucha
- Buchheim
- Ebersbach
- Etzoldshain
- Glasten
- Kleinbeucha
- Lauterbach
- Steinbach
- Stockheim
- Thierbaum

## Współpraca
Miejscowość partnerska:
- Baunach, Bawaria

## Galeria

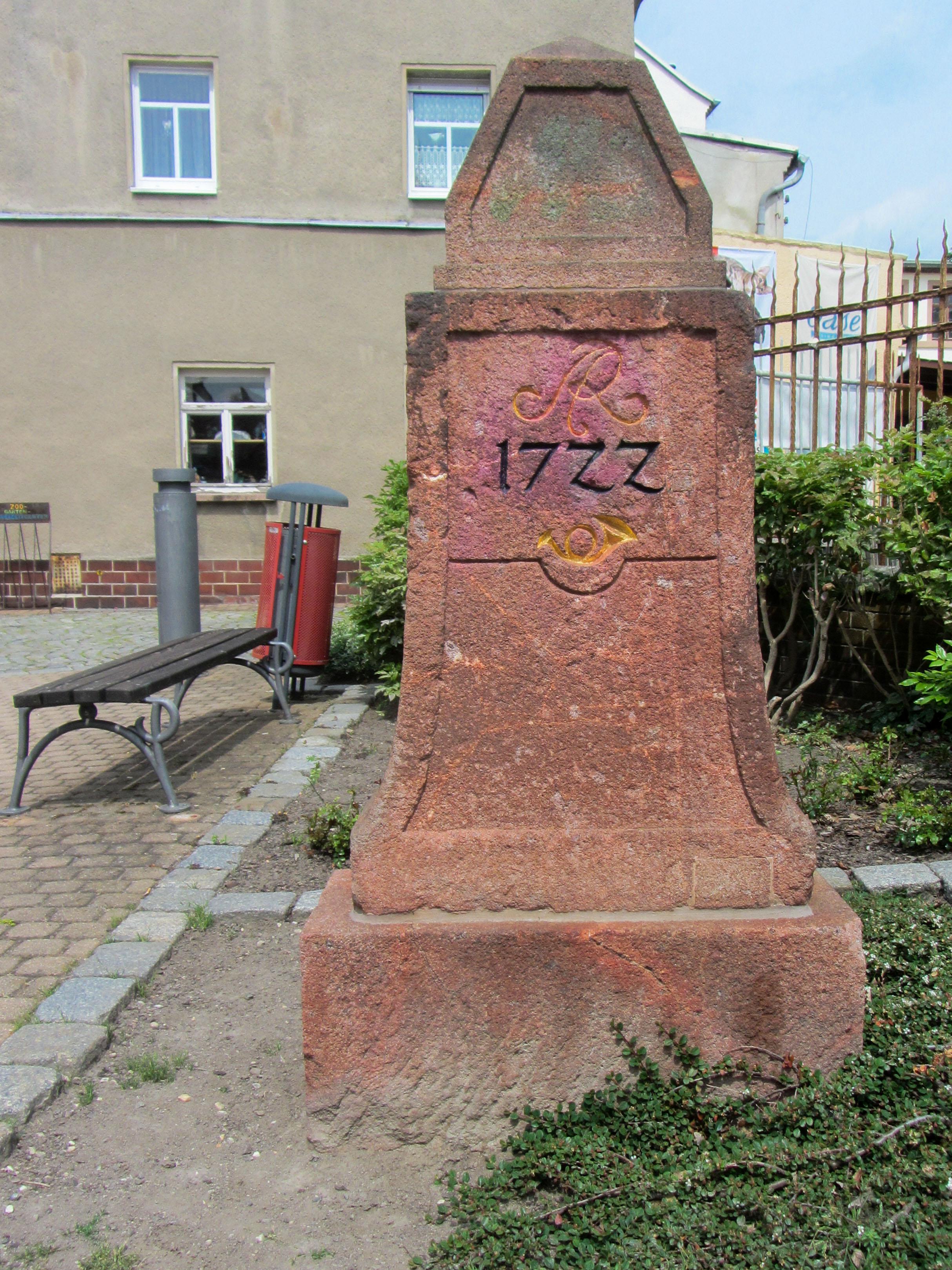
Słup dystansowy w Bad Lausick
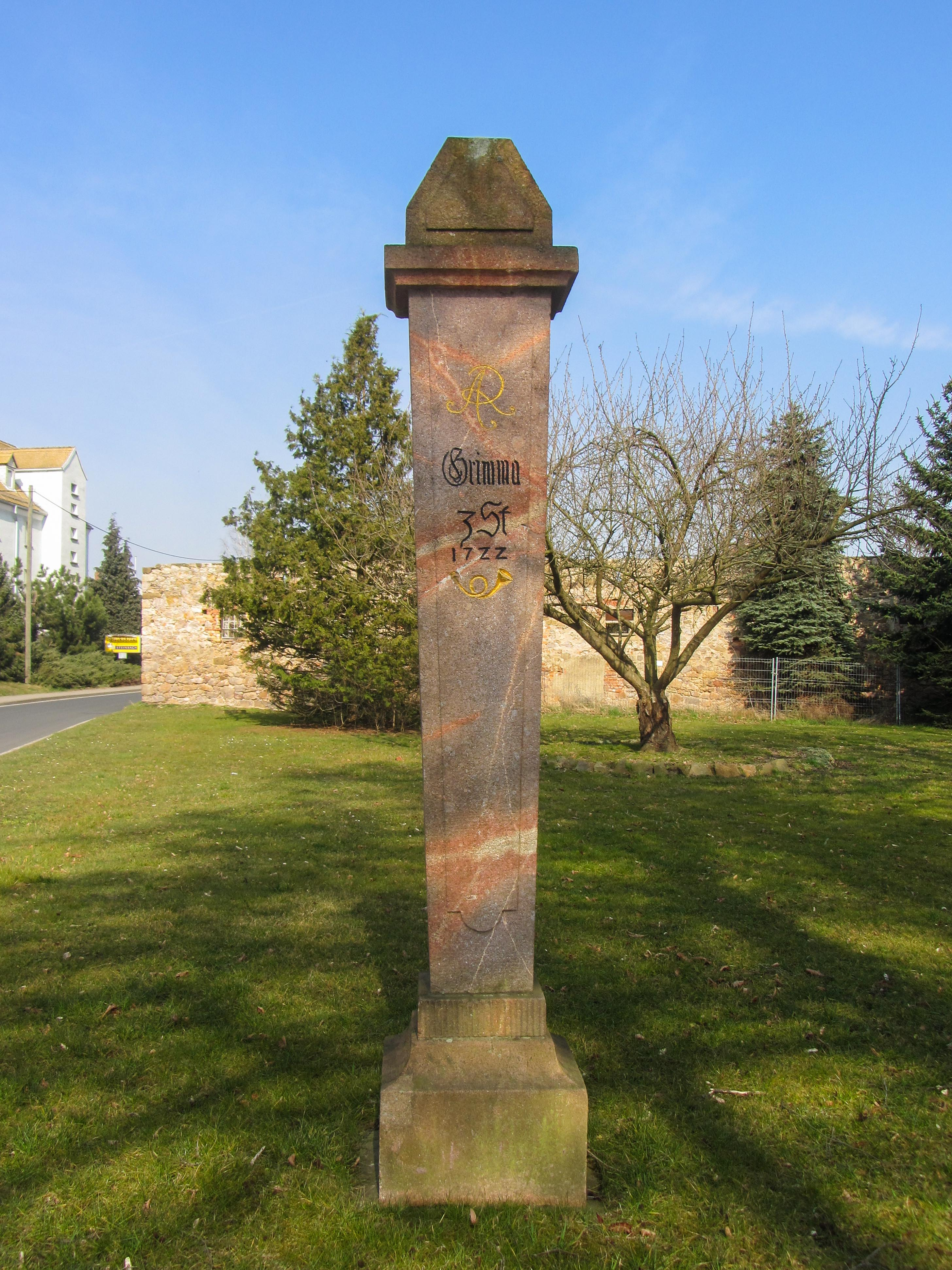
Słup dystansowy w Steinbach
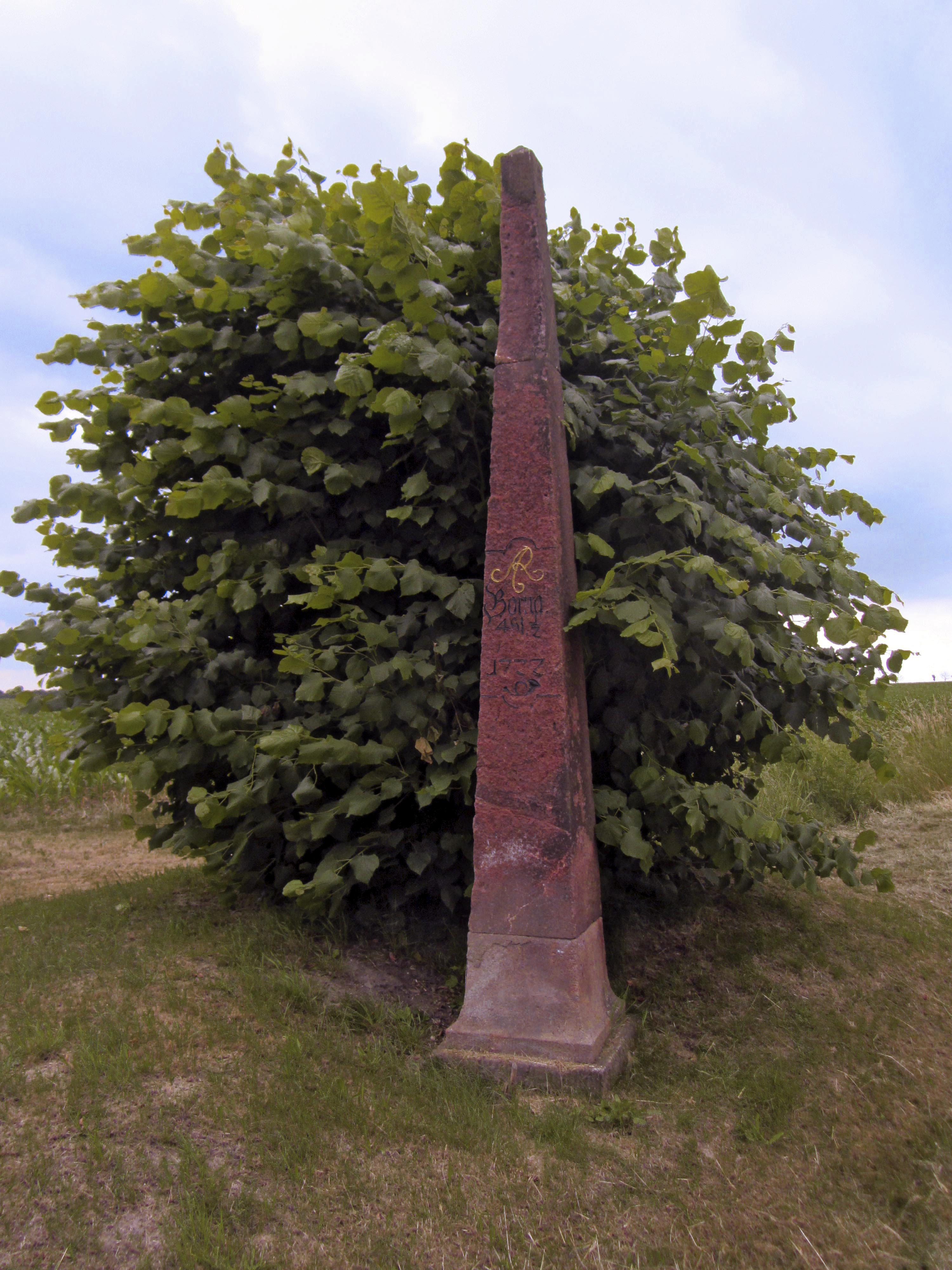
Słup dystansowy w Ballendorf
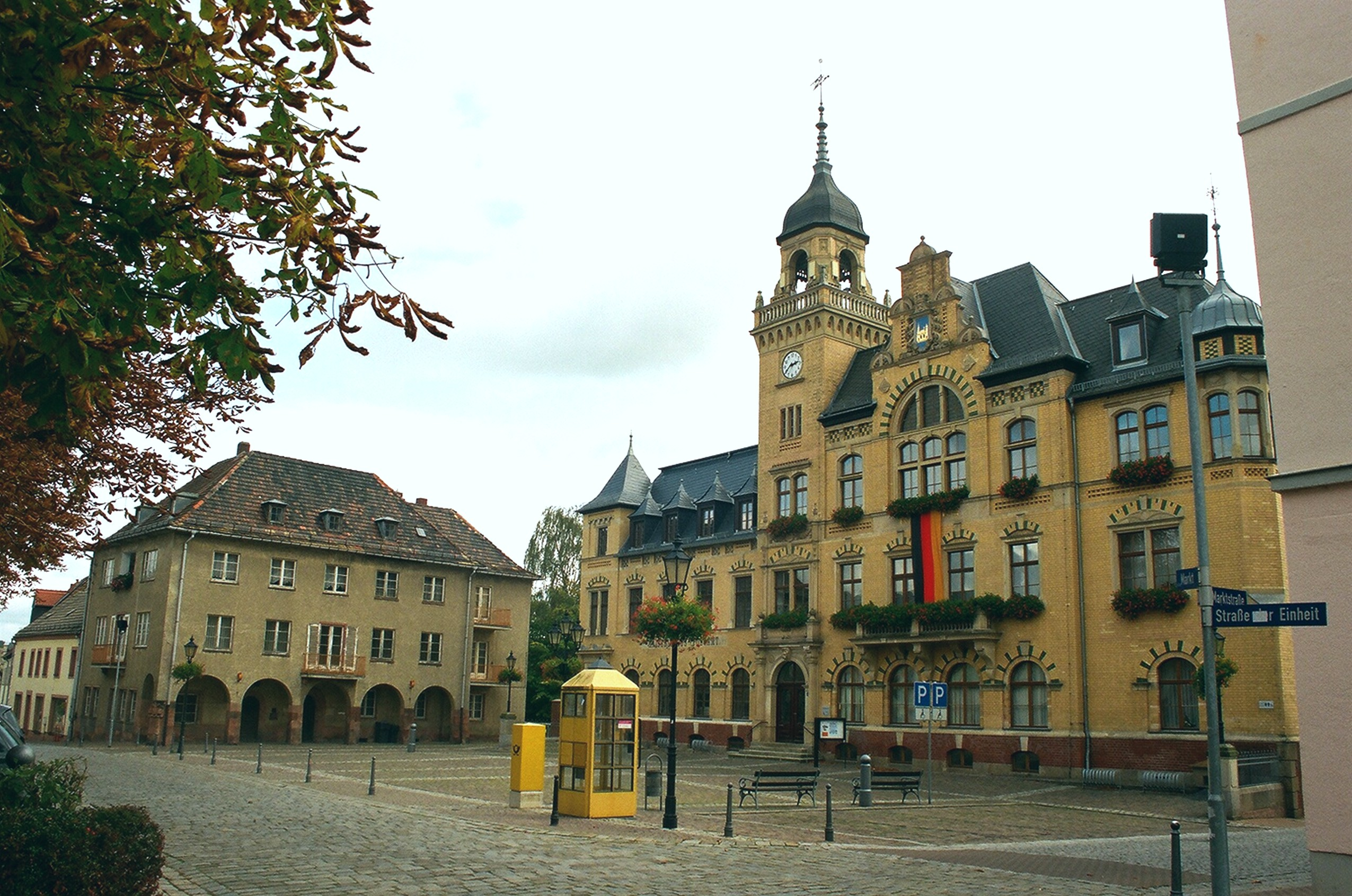
Rynek i ratusz
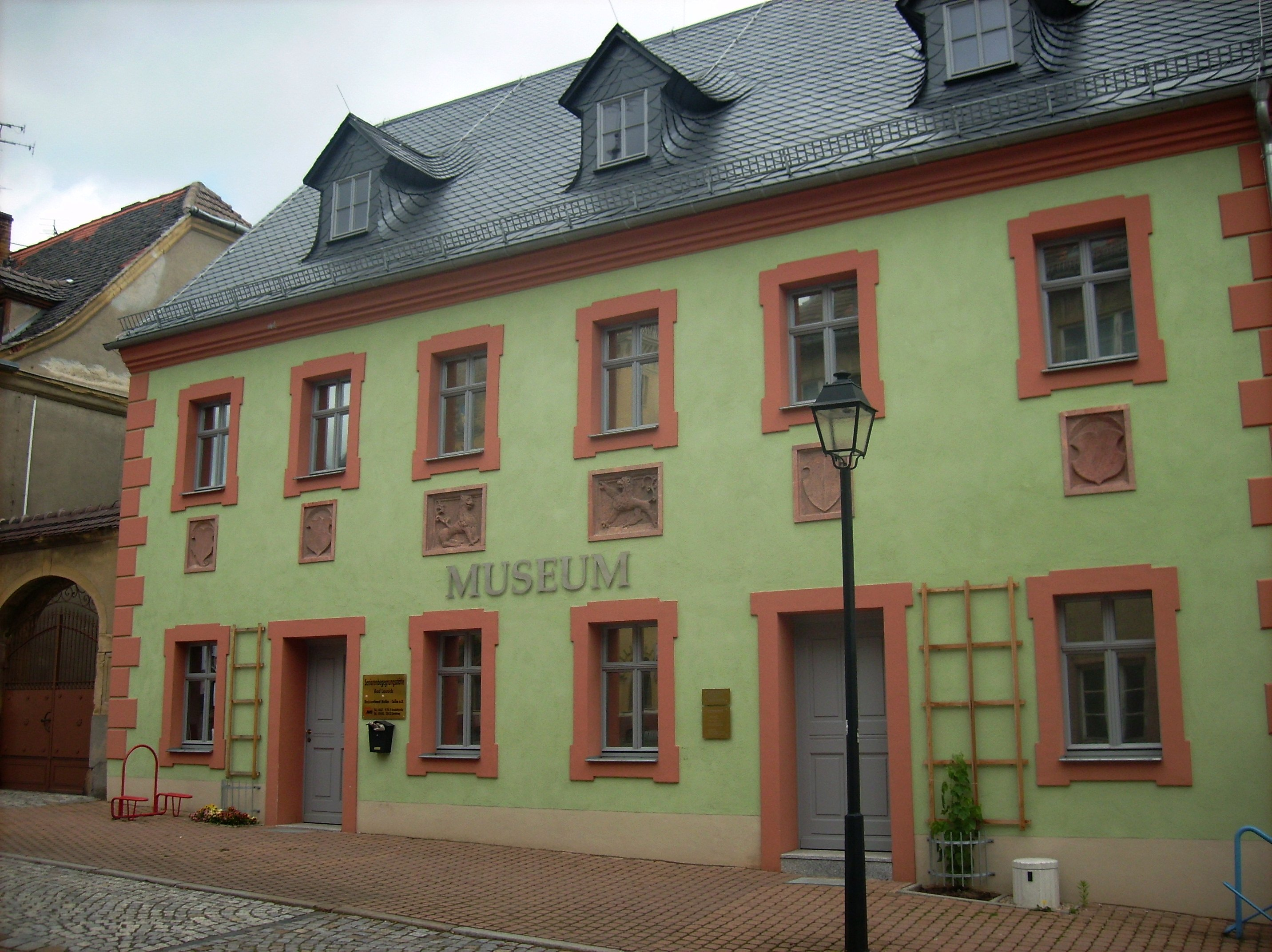
Muzeum
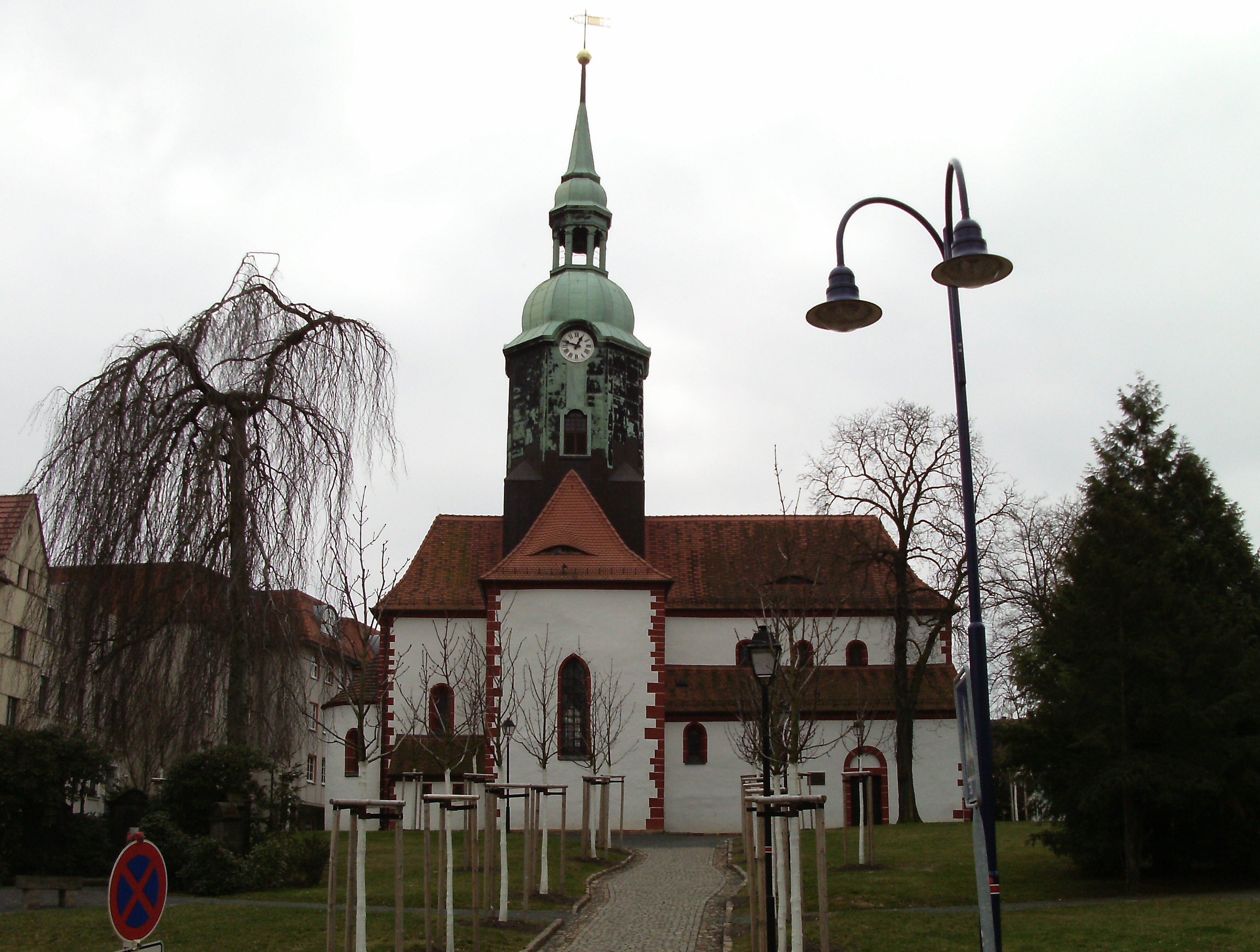
Kościół św. Kiliana
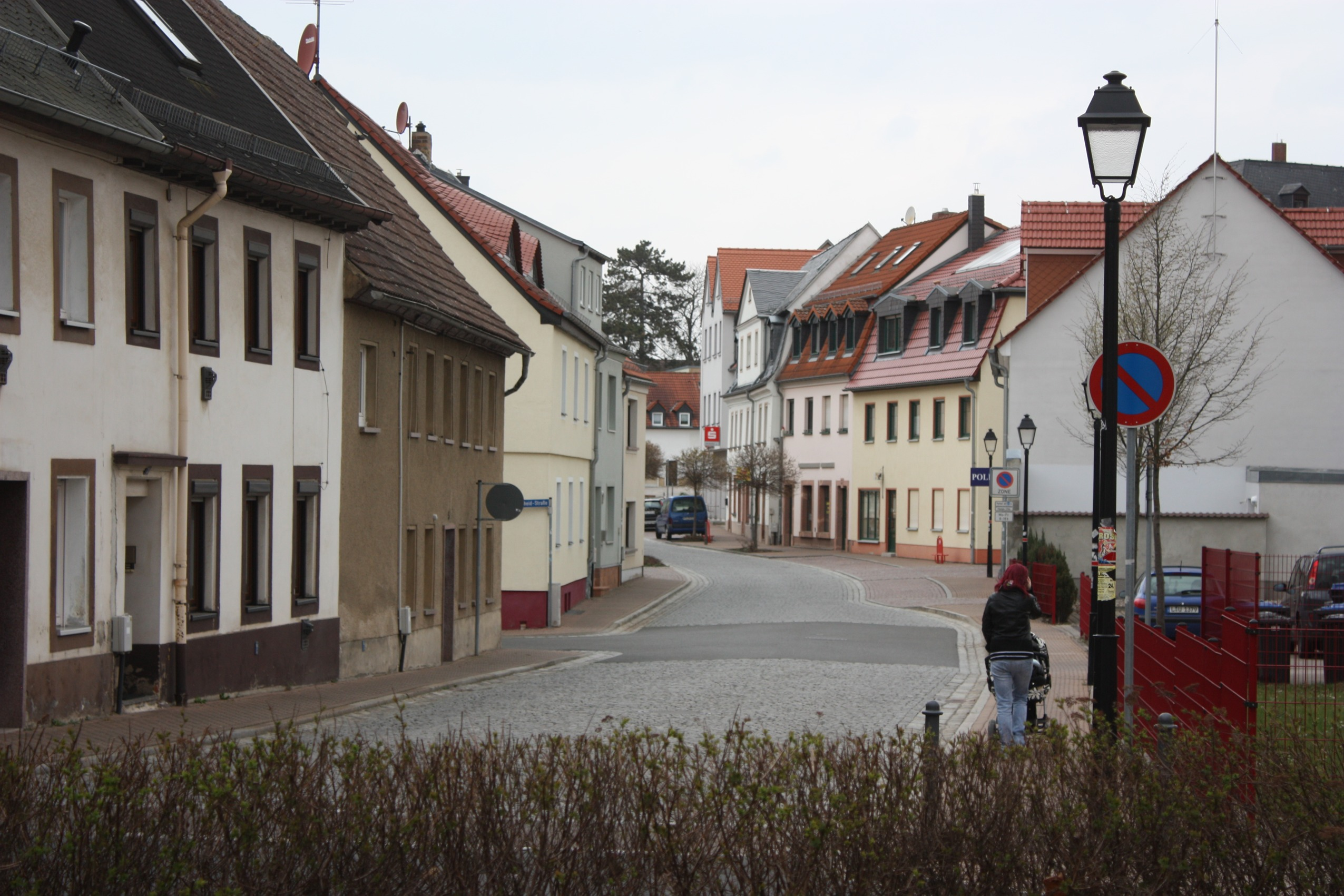
Ulica Augusta Bebela
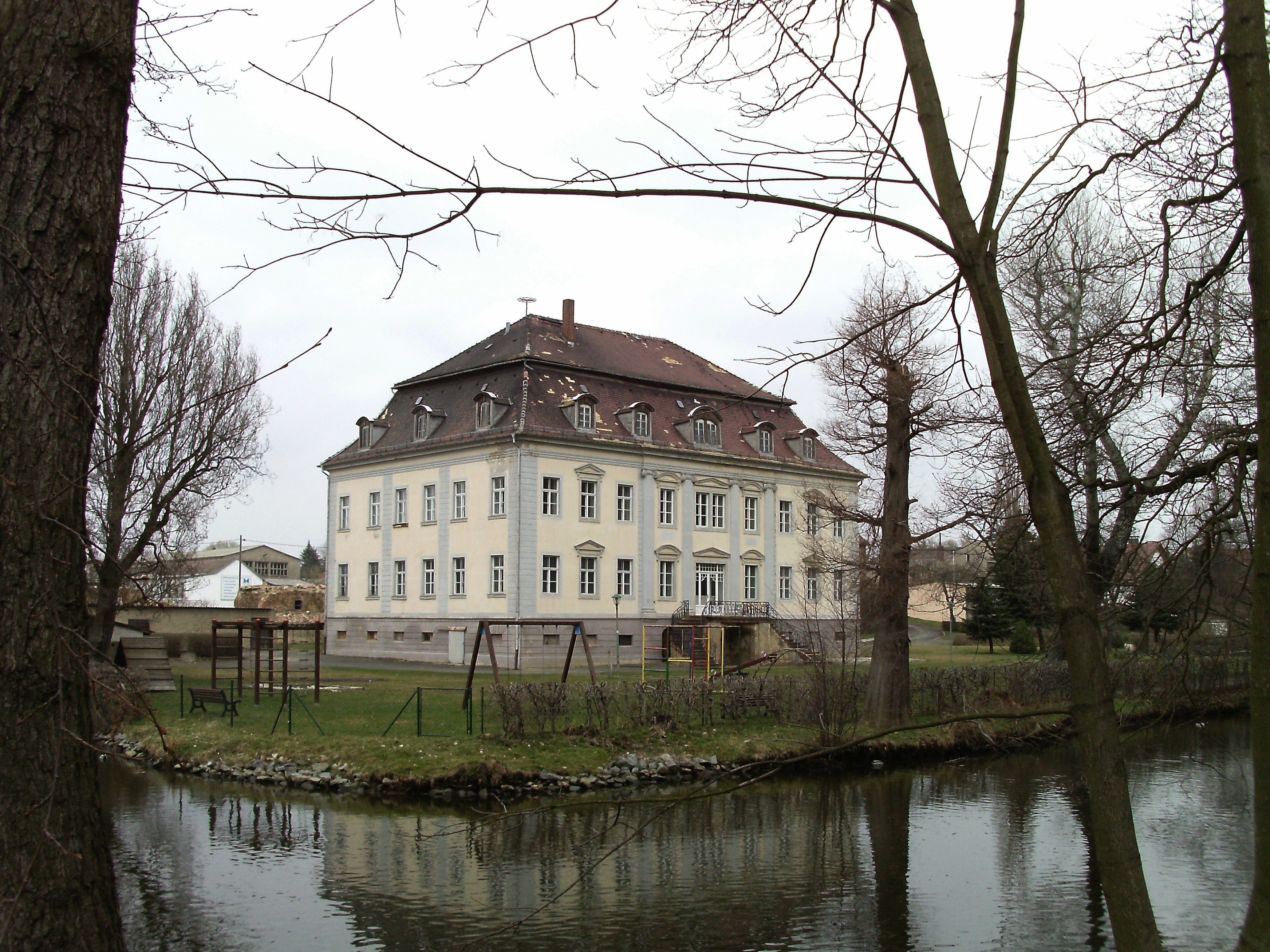
Zamek Steinbach
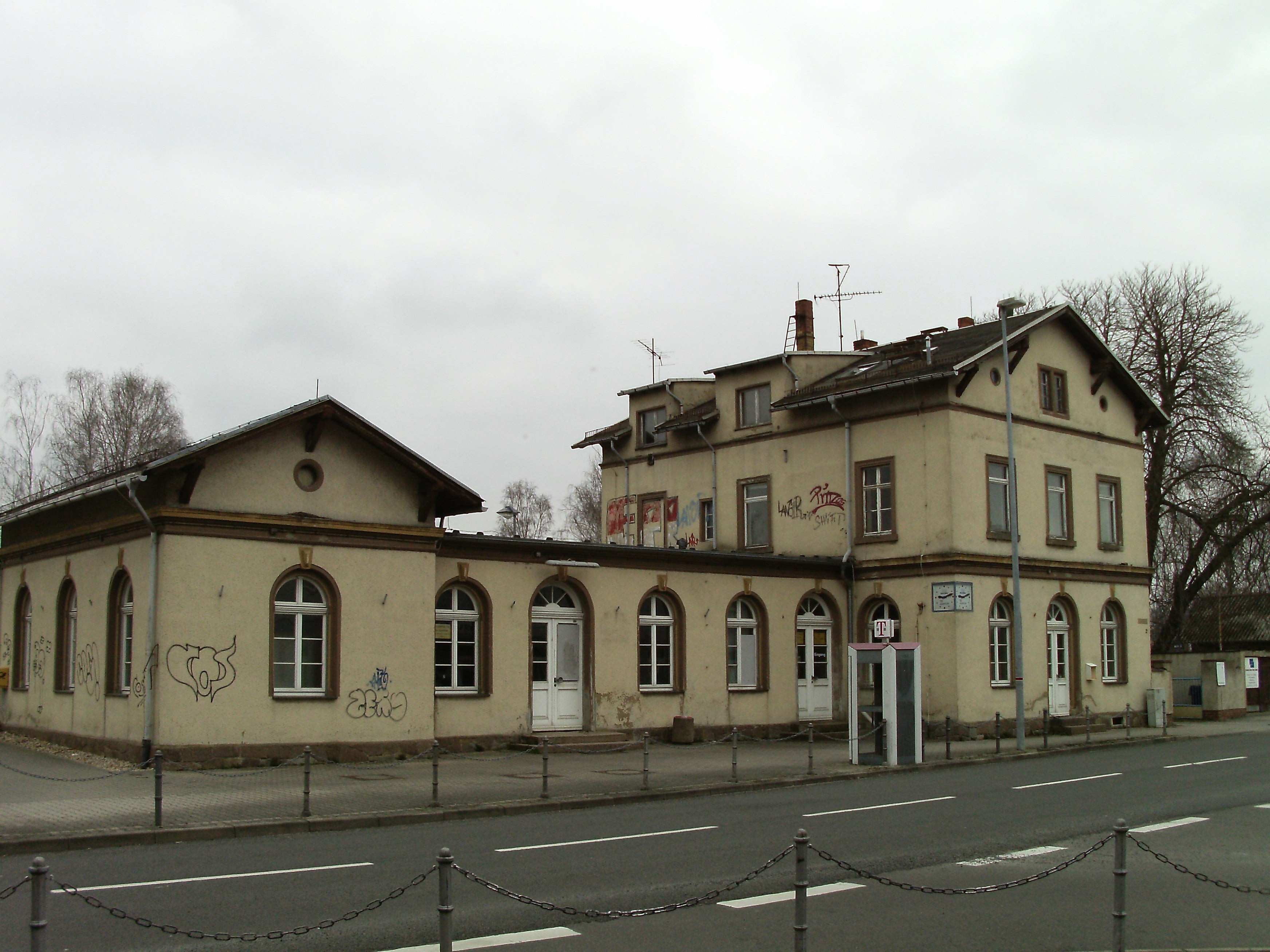
Dworzec kolejowy
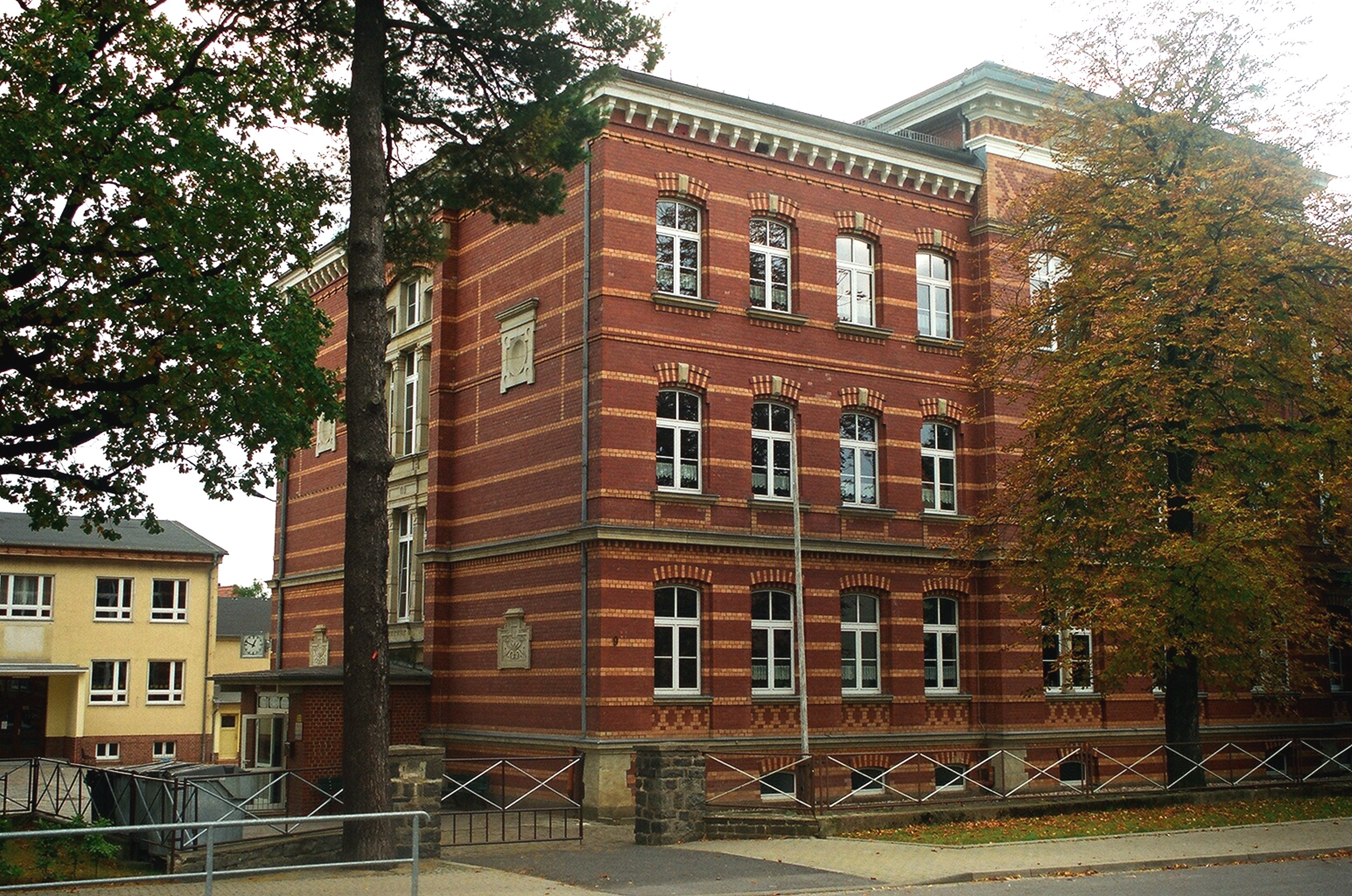
Szkoła